# Ropica trichantennalis
Ropica trichantennalis är en skalbaggsart som beskrevs av Stefan von Breuning 1968. Ropica trichantennalis ingår i släktet Ropica och familjen långhorningar.
Artens utbredningsområde är Laos. Inga underarter finns listade i Catalogue of Life.